# Station Steinbourg
Station Steinbourg is een spoorwegstation in de Franse gemeente Steinbourg.